# سن ویتو رومانو
سن ویتو رومانو (به ایتالیایی: San Vito Romano) یک کومونه در ایتالیا است که در استان رم واقع شده‌است.

## خصوصیات
سن ویتو رومانو ۱۲٫۷ کیلومترمربع مساحت و ۳٬۳۱۲ نفر جمعیت دارد و ۶۵۵ متر بالاتر از سطح دریا واقع شده‌است.

## خواهرخوانده
شهر Sankt Veit im Mühlkreis خواهرخواندهٔ سن ویتو رومانو هست.